# Fortschrittliche Bürgerpartei
Fortschrittliche Bürgerpartei er et konservativt politisk parti i Liechtenstein. Partiet blev grundlagt i 1918 og har været i regering 1928-1970, 1974-1978, 1993 og 2001-2005. Partiet havde i sidste regeringsperiode absolut flertal i Liechtensteinischer Landtag, hvor det i dag er det største med 12 af 25 pladser, deriblandt landets statsminister Otmar Hasler.